# Žďár (Radíč)
Žďár je malá vesnice, část obce Radíč v okrese Příbram ve Středočeském kraji. Nachází se asi 1,5 kilometru západně od Radíče. Je zde evidováno 19 adres. V roce 2011 zde trvale žilo 32 obyvatel.
Žďár leží v katastrálním území Radíč o výměře 12,49 km².

## Historie
První písemná zmínka o vesnici pochází z roku 1473.
Za druhé světové války se ves stala součástí vojenského cvičiště Zbraní SS Benešov a její obyvatelé se museli 31. října 1943 vystěhovat.

## Obyvatelstvo
| Rok            | 1869 | 1880 | 1890 | 1900 | 1910 | 1921 | 1930 | 1950 | 1961 | 1970 | 1980 | 1991 | 2001 | 2011 | 2021 |
| -------------- | ---- | ---- | ---- | ---- | ---- | ---- | ---- | ---- | ---- | ---- | ---- | ---- | ---- | ---- | ---- |
| Počet obyvatel | 111  | 75   | 100  | 102  | 105  | 85   | 86   | 61   | 51   | 57   | 46   | 38   | 35   | 32   | 45   |
| Počet domů     | 16   | 18   | 17   | 18   | 18   | 19   | 18   | 16   | 16   | 16   | 15   | 19   | 20   | 18   | 18   |

## Obecní správa
Při sčítání lidu v letech 1850–1987 Žďár byla osadou obce Radíč, se kterým patřila nejprve do okresu Sedlčany, ale od roku 1960 v okrese Příbram. Od 1. ledna 1988 do 30. června 1990 byla částí města Sedlčany v okrese Příbram. Od 1. července 1990 je opět částí obce Radíč v okrese Příbram.

## Galerie

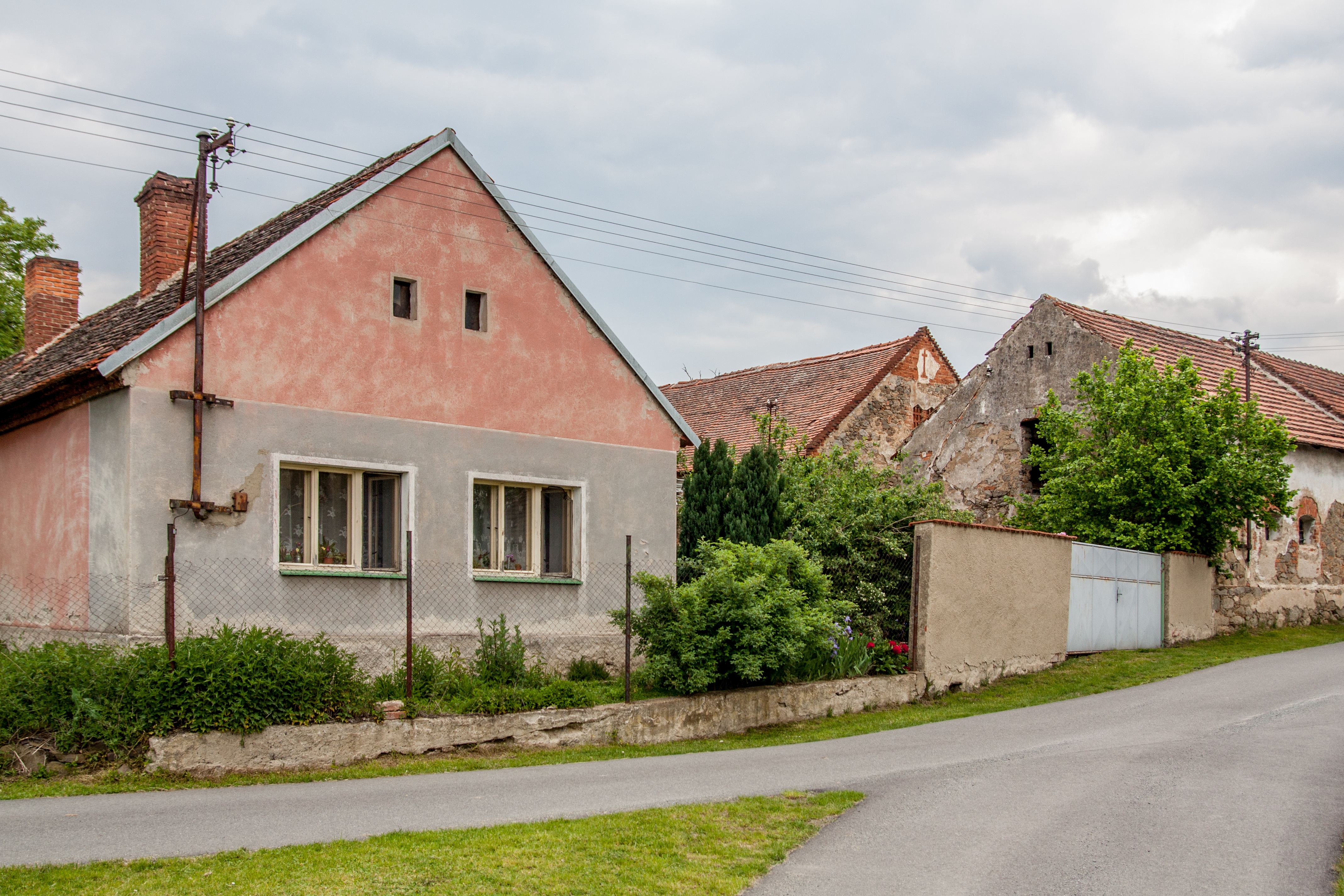
Domy
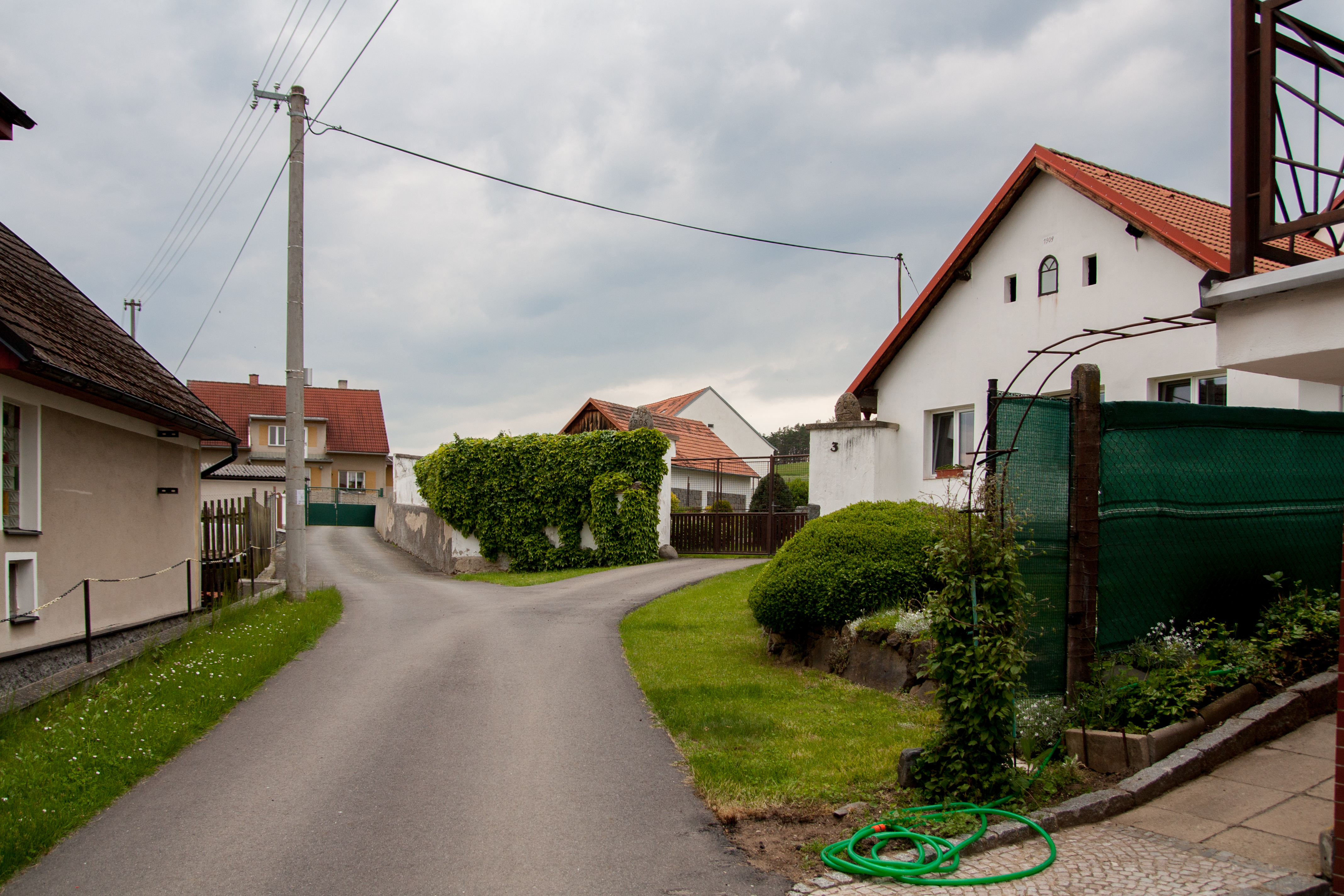
Křižovatka
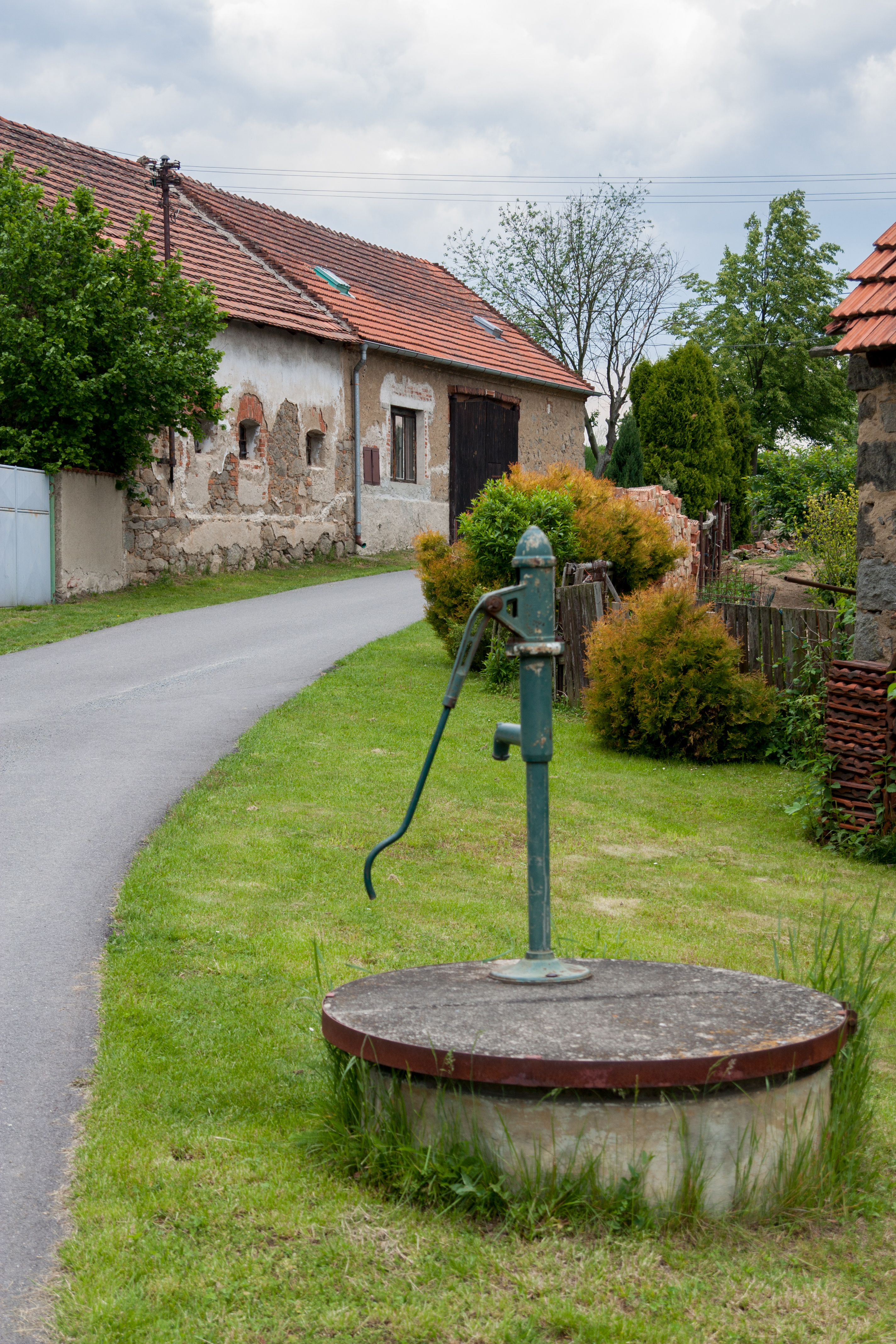
Pumpa